# Глебов, Кирилл Артёмович
Кирилл Артёмович Глебов (род. 10 ноября 2005 года, Челябинск, Россия) - российский футболист, полузащитник московского ЦСКА.

## Биография

### Ранние годы
Родился 10 ноября 2005 года в городе Рудный, Кустанайской области, республики Казахстан, в семье бывшего игрока сборной Казахстана по мини-футболу Артёма Глебова (р. 1976). В 2012 году с семьёй переехал в Челябинск. Заниматься футболом начинал в местной школе «Сигнал» вместе со своим братом, Матвеем, где с 2013 года его отец работал тренером.

### ЦСКА
В 2019 году перешёл в систему ЦСКА, в 2021 году стал победителем московской клубной лиги (для игроков 2005 г. р.). На профессиональном уровне дебютировал 5 марта 2023 года в гостевом матче РПЛ против «Сочи» (0:2), в котором вышел на замену на 86-й минуте вместо Милана Гаича и отметился предупреждением.
7 декабря 2023 года продлил контракт с ЦСКА до конца сезона 2026/27 с опцией продления на год.
28 апреля 2024 года в матче чемпионата России против «Балтики» (3:1), выйдя на замену в конце матча, забил дебютный гол за ЦСКА. 20 мая в матче чемпионата России против «Пари НН» (2:6) с передачи Антона Заболотного забил второй гол за ЦСКА.
1 октября 2024 года в матче группового этапа Кубка России против «Пари НН» (0:2) Глебов отметился первым забитым мячом в этом турнире.

## Карьера в сборной
В составе сборной России до 17 лет принимал участие в квалификации к юношескому чемпионату Европы 2022, где сыграл в трёх матчах и отметился хет-триком в игре с Сан-Марино (6:1).

## Статистика
| Выступление      | Выступление      | Выступление      | Чемпионат | Чемпионат | Кубки | Кубки | Итого | Итого |
| Клуб             | Лига             | Сезон            | Игры      | Голы      | Игры  | Голы  | Игры  | Голы  |
| ---------------- | ---------------- | ---------------- | --------- | --------- | ----- | ----- | ----- | ----- |
| ЦСКА (Москва)    | Премьер-лига     | 2022/23          | 6         | 0         | 1     | 0     | 7     | 0     |
| ЦСКА (Москва)    | Премьер-лига     | 2023/24          | 10        | 2         | 3     | 0     | 13    | 2     |
| ЦСКА (Москва)    | Премьер-лига     | 2024/25          | 6         | 0         | 4     | 1     | 10    | 1     |
| ЦСКА (Москва)    | Итого            | Итого            | 22        | 2         | 8     | 1     | 30    | 3     |
| Всего за карьеру | Всего за карьеру | Всего за карьеру | 22        | 2         | 8     | 1     | 30    | 3     |

## Достижения
ЦСКА
- Серебряный призёр чемпионата России: 2022/23
- Бронзовый призёр чемпионата России: 2024/25
- Обладатель Кубка России: 2022/23, 2024/25
- Обладатель Суперкубка России: 2025